# Guirgo (Kando)
Pour les articles homonymes, voir Guirgo.
Guirgo est une commune située dans le département de Kando de la province de Kouritenga dans la région du Centre-Est au Burkina Faso.